# Lista odcinków serialu Zaprzysiężeni
Poniżej znajduje się lista odcinków serialu telewizyjnego Zaprzysiężeni – emitowanego przez amerykańską stację telewizyjną CBS od 24 września 2010. W Polsce jest emitowany od 27 stycznia 2011 na kanale Universal Channel – pierwszy sezon. Natomiast od 2 sezonu jest emitowany na kanale 13th Street Universal.
| Sezon | Sezon | Odcinki | Oryginalna emisja | Oryginalna emisja | Oryginalna emisja | Oryginalna emisja | Oryginalna emisja |
| Sezon | Sezon | Odcinki | Premiera sezonu   | Finał sezonu      | Premiera sezonu   | Finał sezonu      |                   |
| ----- | ----- | ------- | ----------------- | ----------------- | ----------------- | ----------------- | ----------------- |
|       | 1     | 22      | 24 września 2010  | 13 maja 2011      | 27 stycznia 2011  | 23 czerwca 2011   |                   |
|       | 2     | 22      | 23 września 2011  | 11 maja 2012      | 17 stycznia 2012  | 15 czerwca 2012   |                   |
|       | 3     | 23      | 28 września 2012  | 10 maja 2013      | 15 stycznia 2013  | 10 września 2013  |                   |
|       | 4     | 22      | 27 września 2013  | 9 maja 2014       | 9 stycznia 2014   | 12 czerwca 2014   |                   |
|       | 5     | 22      | 26 września 2014  | 1 maja 2015       | 13 stycznia 2015  | 9 czerwca 2015    |                   |
|       | 6     | 22      | 25 września 2015  | 6 maja 2016       | 16 czerwca 2016   | 25 sierpnia 2016  |                   |
|       | 7     | 24      | 23 września 2016  | 5 maja 2017       | 2 marca 2017      | 29 czerwca 2017   |                   |
|       | 8     | 22      | 29 września 2017  | 11 maja 2018      | 23 marca 2018     | 27 lipca 2018     |                   |
|       | 9     | 22      | 28 września 2018  | 10 maja 2019      | 17 stycznia 2019  | 13 czerwca 2019   |                   |
|       | 10    | 19      | 27 września 2019  | 1 maja 2020       | 23 stycznia 2020  | 28 maja 2020      |                   |

## Sezon 1 (2010–2011)
| Nr | #  | Tytuł              | Polski tytuł            | Reżyseria             | Scenariusz                               | Premiera CBS         | Premiera Universal Channel |
| -- | -- | ------------------ | ----------------------- | --------------------- | ---------------------------------------- | -------------------- | -------------------------- |
| 1  | 1  | Pilot              | Pilot                   | Michael Cuesta        | Robin Green, Mitchell Burgess            | 24 września 2010     | 27 stycznia 2011           |
| 2  | 2  | Samaritan          | Samarytanin             | Ralph Hemecker        | Ken Sanzel                               | 1 października 2010  | 3 lutego 2011              |
| 3  | 3  | Privilege          | Immunitet               | Stephen Gyllenhaal    | Brian Burns                              | 8 października 2010  | 10 lutego 2011             |
| 4  | 4  | Officer Down       | Jednego mniej           | Ralph Hemecker        | Thomas Kelly                             | 15 października 2010 | 17 lutego 2011             |
| 5  | 5  | What You See       | Pozory                  | Félix Alcalá          | Julie Hébert                             | 22 października 2010 | 24 lutego 2011             |
| 6  | 6  | Smack Attack       | Dawka większa niż życie | Gwyneth Horder-Payton | Siobhan Byrne-O’Connor                   | 29 października 2010 | 3 marca 2011               |
| 7  | 7  | Brothers           | Bracia                  | Frederick K. Keller   | Mark Rosner                              | 5 listopada 2010     | 10 marca 2011              |
| 8  | 8  | Chinatown          | Chinatown               | Michael Cuesta        | Diana Son                                | 12 listopada 2010    | 17 marca 2011              |
| 9  | 9  | Re-Do              | Od nowa                 | Rosemary Rodriguez    | Julie Hébert                             | 19 listopada 2010    | 24 marca 2011              |
| 10 | 10 | After Hours        | Po godzinach            | Alex Zakrzewski       | Brian Burns                              | 3 grudnia 2010       | 31 marca 2011              |
| 11 | 11 | Little Fish        | Mała rybka              | Michael Pressman      | Siobhan Byrne-O’Connor                   | 19 stycznia 2011     | 7 kwietnia 2011            |
| 12 | 12 | Family Ties        | Rodzinne więzy          | Stephen Gyllenhaal    | Mark Rosner                              | 26 stycznia 2011     | 14 kwietnia 2011           |
| 13 | 13 | Hall of Mirrors    | Gabinet luster          | Frederick K. Keller   | Thomas Kelly                             | 2 lutego 2011        | 21 kwietnia 2011           |
| 14 | 14 | My Funny Valentine | Zabawna walentynka      | John Polson           | Diana Son                                | 9 lutego 2011        | 28 kwietnia 2011           |
| 15 | 15 | Dedication         | Poświęcenie             | Jan Eliasberg         | Kevin Wade                               | 18 lutego 2011       | 5 maja 2011                |
| 16 | 16 | Age of Innocence   | Wiek niewinności        | Félix Alcalá          | Amanda Green                             | 25 lutego 2011       | 12 maja 2011               |
| 17 | 17 | Silver Star        | Srebrna gwiazdka        | Ralph Hemecker        | Thomas Kelly                             | 11 marca 2011        | 19 maja 2011               |
| 18 | 18 | To Tell the Truth  | Modelowy przypadek      | Alex Zakrzewski       | Siobhan Byrne-O’Connor                   | 1 kwietnia 2011      | 26 maja 2011               |
| 19 | 19 | Model Behavior     | Wzorowe zachowanie      | Matt Penn             | Brian Burns                              | 8 kwietnia 2011      | 2 czerwca 2011             |
| 20 | 20 | All That Glitters  | Nie wszystko złoto...   | Michael Pressman      | Gwendolyn M. Parker                      | 29 kwietnia 2011     | 9 czerwca 2011             |
| 21 | 21 | Cellar Boy         | Chłopak z piwnicy       | Karen Gaviola         | Diana Son, Robin Green, Mitchell Burgess | 6 maja 2011          | 16 czerwca 2011            |
| 22 | 22 | The Blue Templar   | Niebieski krzyżowiec    | Fred Keller           | Kevin Wade                               | 13 maja 2011         | 23 czerwca 2011            |

## Sezon 2 (2011–2012)
| Nr | #  | Tytuł               | Polski tytuł          | Reżyseria           | Scenariusz                 | Premiera CBS         | Premiera 13 Ulica |
| -- | -- | ------------------- | --------------------- | ------------------- | -------------------------- | -------------------- | ----------------- |
| 23 | 1  | Mercy               | Litość                | Michael Pressman    | Kevin Wade                 | 23 września 2011     | 17 stycznia 2012  |
| 24 | 2  | Friendly Fire       | Przypadkowa ofiara    | John Polson         | Brian Burns                | 30 września 2011     | 24 stycznia 2012  |
| 25 | 3  | Critical Condition  | Stan krytyczny        | Ralph Hemecker      | Thomas Kelly               | 7 października 2011  | 31 stycznia 2012  |
| 26 | 4  | Innocence           | Niewinność            | Alex Zakrzewski     | Siobhan Byrne O’Connor     | 14 października 2011 | 7 lutego 2012     |
| 27 | 5  | A Night on the Town | Wieczór w mieście     | Ralph Hemecker      | Kevin Wade                 | 21 października 2011 | 14 lutego 2012    |
| 28 | 6  | Black and Blue      | Czerń i błękit        | Alex Chapple        | Brian Burns                | 4 listopada 2011     | 21 lutego 2012    |
| 29 | 7  | Lonely Hearts Club  | Klub samotnych serc   | Felix Alcala        | Vanessa Rojas              | 11 listopada 2011    | 28 lutego 2012    |
| 30 | 8  | Thanksgiving        | Święto Dziękczynienia | Steve Gomer         | Shaun Cassidy              | 18 listopada 2011    | 6 marca 2012      |
| 31 | 9  | Moonlighting        | Światło księżyca      | Robert Harmon       | Kevin Wade                 | 2 grudnia 2011       | 13 marca 2012     |
| 32 | 10 | Whistle Blower      | Informator            | Robert Harmon       | Thomas Kelly               | 6 stycznia 2012      | 20 marca 2012     |
| 33 | 11 | The Uniform         | Mundur                | Alex Zakrzewski     | John Moskowitz             | 13 stycznia 2012     | 27 marca 2012     |
| 34 | 12 | The Job             | Robota                | Nick Gomez          | Brian Burns                | 3 lutego 2012        | 3 kwietnia 2012   |
| 35 | 13 | Leap of Faith       | Akt wiary             | Dave Barrett        | David Black                | 10 lutego 2012       | 10 kwietnia 2012  |
| 36 | 14 | Parenthood          | Instynkt rodzicielski | John Polson         | Siobhan Byrne O’Connor     | 17 lutego 2012       | 17 kwietnia 2012  |
| 37 | 15 | The Life We Chose   | Życiowy wybór         | Felix Alcala        | Thomas Kelly               | 24 lutego 2012       | 24 kwietnia 2012  |
| 38 | 16 | Women with Guns     | Kobieta z bronią      | Martha Mitchell     | Kevin Wade                 | 2 marca 2012         | 1 maja 2012       |
| 39 | 17 | Reagan V. Reagan    | Reagan kontra Reagan  | Jim McKay           | Ed Zuckerman               | 9 marca 2012         | 8 maja 2012       |
| 40 | 18 | No Questions Asked  | Żadnych pytań         | Christine Moore     | Vanessa Rojas, Brian Burns | 30 marca 2012        | 15 maja 2012      |
| 41 | 19 | Some Kind of Hero   | Różni bohaterowie     | Alex Zakrzewski     | Siobhan Byrne-O’Connor     | 6 kwietnia 2012      | 22 maja 2012      |
| 42 | 20 | Working Girls       | Kobieta pracująca     | James Whitmore, Jr. | Ian Biederman              | 27 kwietnia 2012     | 29 maja 2012      |
| 43 | 21 | Collateral Damage   | Straty uboczne        | Ralph Hemecker      | Kevin Wade & Thomas Kelly  | 4 maja 2012          | 5 czerwca 2012    |
| 44 | 22 | Mother’s Day        | Dzień Matki           | Michael Pressman    | Brian Burns                | 11 maja 2012         | 12 czerwca 2012   |

## Sezon 3 (2012−2013)
| Nr | #  | Tytuł                | Polski tytuł                         | Reżyseria           | Scenariusz                   | Premiera CBS         | Premiera 13 Ulica |
| -- | -- | -------------------- | ------------------------------------ | ------------------- | ---------------------------- | -------------------- | ----------------- |
| 45 | 1  | Family Business      | Sprawy rodzinne                      | Alex Chapple        | Brian Burns                  | 28 września 2012     | 15 stycznia 2013  |
| 46 | 2  | Domestic Disturbance | Kłótnie domowe                       | Michael Pressman    | Ian Biederman                | 5 października 2012  | 22 stycznia 2013  |
| 47 | 3  | Old Wounds           | Dawne rany                           | John Polson         | Siobhan Byrne-O’Connor       | 12 października 2012 | 29 stycznia 2013  |
| 48 | 4  | Scorched Earth       | Spalona rana                         | Peter Werner        | Dawn DeNoon                  | 19 października 2012 | 5 lutego 2013     |
| 49 | 5  | Risk and Reward      | Jest ryzyko jest zabawa              | Ralph Hemecker      | Thomas Kelly                 | 26 października 2012 | 12 lutego 2013    |
| 50 | 6  | Greener Grass        | Lepsza okazja                        | Ralph Hemecker      | Daniel Truly                 | 2 listopada 2012     | 19 lutego 2013    |
| 51 | 7  | Nightmares           | Koszmary                             | John Polson         | Kevin Wade                   | 9 listopada 2012     | 26 lutego 2013    |
| 52 | 8  | Higher Education     | Szkolenie wyższe                     | Robert Harmon       | Ian Biederman                | 30 listopada 2012    | 5 marca 2013      |
| 53 | 9  | Secrets and Lies     | Sekrety i kłamstwa                   | David Barrett       | Siobhan Byrne-O’Connor       | 7 grudnia 2012       | 12 marca 2013     |
| 54 | 10 | Fathers and Sons     | Ojcowie i synowie                    | Michael Pressman    | Brian Burns                  | 4 stycznia 2013      | 19 marca 2013     |
| 55 | 11 | Front Page News      | Wiadomość z ciemnej/pierwszej strony | Robert Harmon       | Dawn DeNoon                  | 11 stycznia 2013     | 26 marca 2013     |
| 56 | 12 | Framed               | Wrobiony                             | David Barrett       | Daniel Truly                 | 18 stycznia 2013     | 16 lipca 2013     |
| 57 | 13 | Inside Jobs          | Wewnętrzna robota                    | Alex Hall           | Kevin Wade                   | 1 lutego 2013        | 23 lipca 2013     |
| 58 | 14 | Men in Black         | Faceci w czerni                      | Alex Chapple        | Ish Goldstein, Ian Biederman | 8 lutego 2013        | 30 lipca 2013     |
| 59 | 15 | Warriors             | Wojownicy                            | Oz Scott            | Siobhan Byrne-O’Connor       | 15 lutego 2013       | 6 sierpnia 2013   |
| 60 | 16 | Quid Pro Quo         | Coś za coś                           | Alex Zakrzewski     | Brian Burns                  | 22 lutego 2013       | 13 sierpnia 2013  |
| 61 | 17 | Protest Too Much     | Zbyt duży sprzeciw                   | Larry Teng          | Dawn DeNoon                  | 8 marca 2013         | 20 sierpnia 2013  |
| 62 | 18 | No Regrets           | Bez żalu                             | David Barrett       | Daniel Truly                 | 15 marca 2013        | 27 sierpnia 2013  |
| 63 | 19 | Loss of Faith        | Stracona wiara                       | James Whitmore, Jr. | Seth Pearlman                | 5 kwietnia 2013      | 3 września 2013   |
| 64 | 20 | Ends and Means       | Cel uświęca środki                   | John Polson         | Ian Biederman                | 12 kwietnia 2013     | 3 września 2013   |
| 65 | 21 | Devil’s Breath       | Tchnienie diabła                     | Alex Chapple        | Siobhan Byrne O’Connor       | 26 kwietnia 2013     | 10 września 2013  |
| 66 | 22 | The Bitter End       | Gorzki koniec                        | Christine Moore     | Brian Burns                  | 3 maja 2013          | 10 września 2013  |
| 67 | 23 | This Way Out         | Bez wyjścia                          | Peter Werner        | Kevin Wade                   | 10 maja 2013         | 10 września 2013  |

## Sezon 4 (2013–2014)
Stacja CBS ogłosiła 27 marca 2013 roku zamówienie 4 sezonu "Zaprzysiężeni"
| Nr | #  | Tytuł                            | Polski tytuł               | Reżyseria             | Scenariusz                                  | Premiera CBS         | Premiera 13 Ulica |
| -- | -- | -------------------------------- | -------------------------- | --------------------- | ------------------------------------------- | -------------------- | ----------------- |
| 68 | 1  | Unwritten Rules                  | Niepisane zasady           | David Barrett         | Ian Biederman                               | 27 września 2013     | 9 stycznia 2014   |
| 69 | 2  | The City That Never Sleeps       | Miasto, które nie śpi      | John Behring          | Kevin Wade                                  | 4 października 2013  | 16 stycznia 2014  |
| 70 | 3  | To Protect and Serve             | Chronić i służyć           | Peter Werner          | Siobhan Byrne O’Connor                      | 11 października 2013 | 23 stycznia 2014  |
| 71 | 4  | The Truth About Lying            | Prawda i kłamstwa          | Robert Duncan McNeill | Brian Burns                                 | 18 października 2013 | 30 stycznia 2014  |
| 72 | 5  | Lost and Found Lying             | Zagubieni                  | Alex Chapple          | Daniel Truly                                | 25 października 2013 | 6 lutego 2014     |
| 73 | 6  | Growing Boys                     | Wieczny chłopiec           | Eric Laneuville       | Willie Reale                                | 1 listopada 2013     | 13 lutego 2014    |
| 74 | 7  | Drawing Dead                     | Zabójcy z oznaką           | Ralph Hemecker        | Ian Biederman                               | 8 listopada 2013     | 20 lutego 2014    |
| 75 | 8  | Justice is Served                | Wymiar sprawiedliwości     | David Barrett         | Siobhan Byrne-O’Connor                      | 15 listopada 2013    | 27 lutego 2014    |
| 76 | 9  | Bad Blood                        | Zła krew                   | Robert Harmon         | Daniel Truly                                | 22 listopada 2013    | 6 marca 2014      |
| 77 | 10 | Mistaken Identity                | Sobowtór                   | Robert Harmon         | Daniel Truly                                | 13 grudnia 2013      | 13 marca 2014     |
| 78 | 11 | Ties That Bind                   | Więzy rodzinne             | Christine Moore       | Brian Burns                                 | 20 grudnia 2013      | 20 marca 2014     |
| 79 | 12 | The Bogeyman                     | Zły duch                   | David Barrett         | Kevin Wade Benjamin Cummings Orson Cummings | 10 stycznia 2014     | 27 marca 2014     |
| 80 | 13 | Unfinished Business              | Niedokończona sprawa       | Alex Chapple          | Siobhan Byrne-O’Connor                      | 17 stycznia 2014     | 3 kwietnia 2014   |
| 81 | 14 | Manhattan Queens                 | Królowe z Manhattanu       | Donnie Wahlberg       | Willie Raelle                               | 31 stycznia 2014     | 10 kwietnia 2014  |
| 82 | 15 | Open Secrets                     | Ujawnione tajemnice        | Eric Laneuville       | Ian Biederman                               | 21 lutego 2014       | 17 kwietnia 2014  |
| 83 | 16 | Insult to In jury                | Nieszczęścia chodzą parami | David Barrett         | Daniel Truly Andrew Raab                    | 7 marca 2014         | 24 kwietnia 2014  |
| 84 | 17 | Knockout Game                    | Nokaut                     | Robert Harmon         | Brian Burns                                 | 14 marca 2014        | 8 maja 2014       |
| 85 | 18 | Righting Wrongs                  | Zadośćuczynienie           | Alex Zakrzewski       | Siobhan Byrne-O’Connor                      | 4 kwietnia 2014      | 15 maja 2014      |
| 86 | 19 | Secret ArrangementsSekretny pakt |                            | Tawnia McKiernan      | Willie Raele Sinead Daly                    | 11 kwietnia 2014     | 22 maja 2014      |
| 87 | 20 | Custody Battle                   | Zbrodnia w areszcie        | Alex Chapple          | Ian Biederman                               | 25 kwietnia 2014     | 29 maja 2014      |
| 88 | 21 | Above and Beyond                 | W tajemnicy                | Greg Beeman           | Dan Truly                                   | 2 maja 2014          | 5 czerwca 2014    |
| 89 | 22 | Exiles                           | Na wygnaniu                | Dave Barrett          | Kevin Wade                                  | 9 maja 2014          | 12 czerwca 2014   |

## Sezon 5 (2014–2015)
13 marca 2014 roku, stacja CBS zamówiła oficjalnie 5 sezon serialu Zaprzysiężeni
| Nr  | #  | Tytuł                     | Polski tytuł         | Reżyseria        | Scenariusz                 | Premiera CBS         | Premiera 13 Ulica |
| --- | -- | ------------------------- | -------------------- | ---------------- | -------------------------- | -------------------- | ----------------- |
| 90  | 1  | Partners                  | Partnerzy            | David M. Barrett | Siobhan Byrne-O’Connor     | 26 września 2014     | 13 stycznia 2015  |
| 91  | 2  | Forgive and Forget        | Przebaczenie         | Eric Laneuville  | Ian Biederman              | 3 października 2014  | 20 stycznia 2015  |
| 92  | 3  | Burning Bridges           | Spalone mosty        | John Behring     | Willie Reale               | 10 października 2014 | 27 stycznia 2015  |
| 93  | 4  | Excessive Force           | Nadużycie siły       | Alex Chapple     | Brian Burns                | 17 października 2014 | 3 lutego 2015     |
| 94  | 5  | Loose Lips                | Niedyskrecja         | Alex Chapple     | Daniel Truly               | 24 października 2014 | 10 lutego 2015    |
| 95  | 6  | Most Wanted               | Poszukiwany          | Ralph Hemecker   | Bryan Goluboff             | 31 października 2014 | 17 lutego 2015    |
| 96  | 7  | Shoot the Messenger       | Zabić posłańca       | David M. Barrett | Siobhan Byrne-O’Connor     | 7 listopada 2014     | 24 lutego 2015    |
| 97  | 8  | Power of the Press        | Siła mediów          | Tawnia McKiernan | Ian Biederman              | 21 listopada 2014    | 3 marca 2015      |
| 98  | 9  | Under the Gun             | Zaginiona broń       | David M. Barrett | Willie Reale, Kevin Wade   | 12 grudnia 2014      | 10 marca 2015     |
| 99  | 10 | Sins of the Father        | Grzechy ojca         | David M. Barrett | Daniel Truly               | 2 stycznia 2015      | 17 marca 2015     |
| 100 | 11 | Baggage                   | Bagaż                | John Behring     | Brian Burns                | 9 stycznia 2015      | 24 marca 2015     |
| 101 | 12 | Home Sweet Home           | Nie ma jak w domu    | Robert Harmon    | Bryan Goluboff             | 16 stycznia 2015     | 31 marca 2015     |
| 102 | 13 | Love Stories              | Miłosne historie     | Alex Zakrzewski  | Siobhan Byrne O’Connor     | 30 stycznia 2015     | 7 kwietnia 2015   |
| 103 | 14 | The Poor Door             | Wejście dla biednych | Alex Chapple     | Willie Reale               | 14 lutego 2015       | 14 kwietnia 2015  |
| 104 | 15 | Power Players             | Wpływowi gracze      | David Barrett    | Ian Biederman              | 13 lutego 2015       | 21 kwietnia 2015  |
| 103 | 16 | Only in New York          | Zakładniczka         | Holly Dale       | Brian Burns                | 20 lutego 2015       | 28 kwietnia 2015  |
| 104 | 17 | Occupational Hazards      | Ryzyko zawodowe      | David Barrett    | Daniel Truly               | 6 marca 2015         | 5 maja 2015       |
| 105 | 18 | Bad Company               | Złe towarzystwo      | Tawnia McKiernan | Bryan Goluboff             | 13 marca 2015        | 12 maja 2015      |
| 106 | 19 | Through The Looking Glass | Lustrzane odbicie    | Eric Laneuville  | Siobhan Byrne O’Connor     | 3 kwietnia 2015      | 19 maja 2015      |
| 107 | 20 | Payback                   | Payback              | Alex Chapple     | Lauren Gautier, Kevin Wade | 10 kwietnia 2015     | 26 maja 2015      |
| 108 | 21 | New Rules                 | Nowe zasady          | John Behring     | Ian Biederman              | 24 kwietnia 2015     | 2 czerwca 2015    |
| 109 | 22 | The Art of War            | Sztuka wojny         | David Barrett    | Brian Burns                | 1 maja 2015          | 9 czerwca 2015    |

## Sezon 6 (2015–2016)
11 maja 2015 roku, stacja CBS zamówiła oficjalnie 6 sezon serialu.
| Nr  | #  | Tytuł                            | Polski tytuł               | Reżyseria         | Scenariusz               | Premiera CBS         | Premiera 13 Ulica |
| --- | -- | -------------------------------- | -------------------------- | ----------------- | ------------------------ | -------------------- | ----------------- |
| 112 | 1  | Worst Case Scenario              | Czarny scenariusz          | Alex Chapple      | Bryan Goluboff           | 25 września 2015     | 16 czerwca 2016   |
| 113 | 2  | Absolute Power                   | Władza absolutna           | David Barrett     | Siobhan Byrne O’Connor   | 2 października 2015  | 16 czerwca 2016   |
| 114 | 3  | All the News That’s Fit To Click | Wszystko może być sensacją | Alex Chapple      | Brian Burns              | 9 października 2015  | 23 czerwca 2016   |
| 115 | 4  | With Friends Like These          | Cenni przyjaciele          | Heather Cappiello | Ian Beiderman            | 16 października 2015 | 23 czerwca 2016   |
| 116 | 5  | Backstabbers                     | Cios w plecy               | John Behring      | Dan Truly                | 23 października 2015 | 30 czerwca 2016   |
| 117 | 6  | Rush to Judgment                 | Pochopny osąd              | Peter Werner      | Peter Blauner            | 30 października 2015 | 30 czerwca 2016   |
| 118 | 7  | The Bullitt Mustang              | Mustang Bullitt            | David Barrett     | Kevin Wade, Willie Reale | 6 listopada 2015     | 7 lipca 2016      |
| 119 | 8  | Unsung Heroes                    | Nieznani bohaterowie       | Alex Chapple      | Siobhan Byrne O’Connor   | 13 listopada 2015    | 7 lipca 2016      |
| 120 | 9  | Hold Outs                        | Pomocna dłoń               | Eric Laneuville   | Brian Burns              | 20 listopada 2015    | 14 lipca 2016     |
| 121 | 10 | Flags of Our Fathers             | Sztandar chwały            | David Barrett     | Ian Beiderman            | 11 grudnia 2015      | 14 lipca 2016     |
| 122 | 11 | Back in the Day                  | Autobiografia              | Robert Harmon     | Bryan Goluboff           | 8 stycznia 2016      | 21 lipca 2016     |
| 123 | 12 | Cursed                           | Przeklęty                  | Peter Leto        | Dan Truly                | 15 stycznia 2016     | 21 lipca 2016     |
| 122 | 13 | Stomping Grounds                 | Stąpając po ziemi          | Don Thorin Jr.    | Peter Blauner            | 22 stycznia 2016     | 28 lipca 2016     |
| 125 | 14 | The Road to Hell                 | Droga do piekła            | Tom Moore         | Siobhan Bryne O’Connor   | 12 lutego 2016       | 28 lipca 2016     |
| 126 | 15 | Fresh Start                      | Nowy początek              | David M. Barrett  | Brian Burns              | 19 lutego 2016       | 4 sierpnia 2016   |
| 127 | 16 | Help Me Help You                 | Pomóżmy sobie nawzajem     | Alex Chapple      | Ian Biederman            | 26 lutego 2016       | 4 sierpnia 2016   |
| 128 | 17 | Friends In Need                  | Przyjaciele w potrzebie    | PJ Pesce          | Kevin Riley, Kevin Wade  | 11 marca 2016        | 11 sierpnia 2016  |
| 129 | 18 | Town Without Pity                | Miasto bez litości         | David Barrett     | Peter Blauner            | 1 kwietnia 2016      | 11 sierpnia 2016  |
| 130 | 19 | Blast From the Past              | Mroczna przeszłość         | Eric Laneuville   | Bryan Goluboff           | 8 kwietnia 2016      | 18 sierpnia 2016  |
| 131 | 20 | Down the Rabbit Hole             | W głąb króliczej nory      | David Barrett     | Siobhan Byrne O’Connor   | 15 kwietnia 2016     | 18 sierpnia 2016  |
| 132 | 21 | The Extra Mile                   | Dodatkowy wysiłek          | John Behring      | Brian Burns              | 29 kwietnia 2016     | 25 sierpnia 2016  |
| 133 | 22 | Blowback                         | Odwet                      | David Barrett     | Ian Biederman            | 6 maja 2016          | 25 sierpnia 2016  |

## Sezon 7 (2016–2017)
25 marca 2016 roku, stacja CBS zamówiła oficjalnie 7 sezon serialu.
| Nr  | #  | Tytuł                   | Polski tytuł              | Reżyseria        | Scenariusz               | Premiera CBS         | Premiera 13 Ulica |
| --- | -- | ----------------------- | ------------------------- | ---------------- | ------------------------ | -------------------- | ----------------- |
| 134 | 1  | The Greater Good        | Większe dobro             | David Barrett    | Siobhan Byrne O’Connor   | 23 września 2016     | 2 marca 2017      |
| 135 | 2  | Good Cop Bad Cop        | Dobry glina, zły glina    | Kellie Cyrus     | Brian Burns              | 30 września 2016     | 2 marca 2017      |
| 136 | 3  | The Price of Justice    | Cena sprawiedliwości      | John Behring     | Ian Biederman            | 7 października 2016  | 9 marca 2017      |
| 137 | 4  | Mob Rules               | Mafijne prawo             | Robert Harmon    | Peter Blauner            | 14 października 2016 | 16 marca 2017     |
| 138 | 5  | For the Community       | W służbie społeczności    | Peter Werner     | Blair Singer             | 21 października 2016 | 23 marca 2017     |
| 139 | 6  | Whistleblowers          | Informatorzy              | Eric Laneuville  | Kevin Riley, Kevin Wade  | 28 października 2016 | 30 marca 2017     |
| 140 | 7  | Guilt by Association    | Odpowiedzialność zbiorowa | Robert Harmon    | Siobhan Byrne O’Connor   | 4 listopada 2016     | 6 kwietnia 2017   |
| 141 | 8  | Personal Business       | Sprawy osobiste           | David Barrett    | Ian Biederman            | 11 listopada 2016    | 13 kwietnia 2017  |
| 142 | 9  | Confessions             | Wyznania                  | Alex Zakrzewski  | Brian Burns              | 18 listopada 2016    | 20 kwietnia 2017  |
| 143 | 10 | Unbearable Loss         | Niepowetowana strata      | David Barrett    | Peter Blauner            | 9 grudnia 2016       | 27 kwietnia 2017  |
| 144 | 11 | Genetics                | Genetyka                  | Alex Chapple     | Allie Solomon            | 6 stycznia 2017      | 4 maja 2017       |
| 145 | 12 | Not Fade Away           | Zachować w pamięci        | Robert Harmon    | Kevin Wade, Blair Singer | 13 stycznia 2017     | 11 maja 2017      |
| 146 | 13 | The One That Got Away   | Stracona okazja           | Jane Raab        | Siobhan Byrne O’Connor   | 20 stycznia 2017     | 18 maja 2017      |
| 147 | 14 | In & Out                | Pod nadzorem kuratora     | John Behring     | Ian Biederman            | 3 lutego 2017        | 25 maja 2017      |
| 148 | 15 | Lost Souls              | Stracone dusze            | Alex Chappele    | Brian Burns              | 10 lutego 2017       | 1 czerwca 2017    |
| 149 | 16 | Hard Bargain            | Trudne negocjacje         | David Barrett    | Peter Blauner            | 17 lutego 2017       | 8 czerwca 2017    |
| 150 | 17 | Shadow of a Doubt       | Cień wątpliwości          | PJ Pesce         | Kevin Riley              | 10 marca 2017        | 15 czerwca 2017   |
| 151 | 18 | A Deep Blue Goodbye     | Pożegnanie z mundurem     | David Barrett    | Kevin Wade               | 31 marca 2017        | 15 czerwca 2017   |
| 152 | 19 | Love Lost               | Utracona miłość           | Ralph Hemecker   | Siobhan Byrne O’Donnor   | 7 kwietnia 2017      | 22 czerwca 2017   |
| 153 | 20 | No Retreat No Surrender | Ani kroku w tył           | Jane Raab        | Brian Burns              | 14 kwietnia 2017     | 22 czerwca 2017   |
| 154 | 21 | Foreign Interference    | Obca interwencja          | John Behring     | Peter Blauner            | 28 kwietnia 2017     | 29 czerwca 2017   |
| 155 | 22 | The Thin Blue Line      |                           | David M. Barrett | Ian Biederman            | 5 maja 2017          | 29 czerwca 2017   |

## Sezon 8 (2017–2018)
23 marca 2017 roku, stacja CBS zamówiła oficjalnie 8 sezon serialu.
| Nr  | #  | Tytuł                         | Polski tytuł                 | Reżyseria             | Scenariusz             | Premiera CBS         | Premiera 13 Ulica |
| --- | -- | ----------------------------- | ---------------------------- | --------------------- | ---------------------- | -------------------- | ----------------- |
| 156 | 1  | Cutting Losses                | Cięcie kosztów               | David M. Barrett      | Siobhan Byrne O’Connor | 29 września 2017     | 23 marca 2018     |
| 157 | 2  | Ghosts of the Past            | Duchy z przeszłości          | John Behring          | Kevin Riley            | 6 października 2017  | 30 marca 2018     |
| 158 | 3  | The Enemy of My Enemy         | Wróg mojego wroga            | Robert Harmon         | Ian Biederman          | 13 października 2017 | 6 kwietnia 2018   |
| 159 | 4  | Out of the Blue               | Jak grom z jasnego nieba     | David Barrett         | Brian Burns            | 20 października 2017 | 13 kwietnia 2018  |
| 160 | 5  | The Forgotten                 | Zapomniane                   | Ralph Hemecker        | Allie Solomon          | 27 października 2017 | 20 kwietnia 2018  |
| 161 | 6  | Brushed Off                   | Zlekceważona sprawa          | Eric Laneuville       | Daniel Truly           | 3 listopada 2017     | 27 kwietnia 2018  |
| 162 | 7  | Common Ground                 | Wspólny mianownik            | David Barrett         | Siobhan Byrne O’Connor | 10 listopada 2017    | 4 maja 2018       |
| 163 | 8  | Pick Your Poison              | Siła przyzwyczajenia         | Heather Cappiello     | Kevin Wade             | 17 listopada 2017    | 11 maja 2018      |
| 164 | 9  | Pain Killers                  | Leki przeciwbólowe           | John Behring          | Ian Biederman          | 1 grudnia 2017       | 18 maja 2018      |
| 165 | 10 | Heavy is the Head             | Ciężkie brzemię              | David Barrett         | Brian Burns            | 8 grudnia 2017       | 25 maja 2018      |
| 166 | 11 | Second Chances                | Druga szansa                 | Deran Sarafian        | Kevin Riley            | 5 stycznia 2018      | 1 czerwca 2018    |
| 167 | 12 | The Brave                     | Odwaga                       | Tom Moore             | Siobhan Byrne O’Connor | 12 stycznia 2018     | 8 czerwca 2018    |
| 168 | 13 | Erasing History               | Zacieranie śladów            | Jane Raab             | Daniel Truly           | 19 stycznia 2018     | 15 czerwca 2018   |
| 169 | 14 | School of Hard Knocks         | Twarda szkoła życia          | Alex Zakrzewski       | Ian Biederman          | 2 lutego 2018        | 22 czerwca 2018   |
| 170 | 15 | Legacy                        | Dziedzictwo                  | David M. Barrett      | Allie Solomon          | 2 marca 2018         | 29 czerwca 2018   |
| 171 | 16 | Tale of Two Cities            | Opowieść o dwóch miastach    | Robert Duncan McNeill | Brian Burns            | 9 marca 2018         | 6 lipca 2018      |
| 172 | 17 | Close Calls                   | O mały włos                  | Jane Raab             | Peter Blauner          | 30 marca 2018        | 13 lipca 2018     |
| 173 | 18 | Friendship, Love, and Loyalty | Przyjaźń, miłość i lojalność | Robert Harmon         | Siobhan Byrne O’Connor | 6 kwietnia 2018      | 13 lipca 2018     |
| 174 | 19 | Risk Management               | Zarządzanie ryzykiem         | David Barrett         | Ian Biederman          | 13 kwietnia 2018     | 20 lipca 2018     |
| 175 | 20 | Your Six                      | Uważaj na siebie             | Ralph Hemecker        | Brian Burns            | 27 kwietnia 2018     | 20 lipca 2018     |
| 176 | 21 | The Devil You Know            | Lepszy znany diabeł          | John Behring          | Peter Blauner          | 4 maja 2018          | 27 lipca 2018     |
| 177 | 22 | My Aim is True                | Nie spudłuję                 | David M. Barrett      | Kevin Wade             | 11 maja 2018         | 27 lipca 2018     |

## Sezon 9 (2018–2019)
18 kwietnia 2018 roku, stacja CBS zamówiła oficjalnie 9 sezon.
| Nr  | #  | Tytuł               | Polski tytuł               | Reżyseria         | Scenariusz                 | Premiera CBS         | Premiera 13 Ulica |
| --- | -- | ------------------- | -------------------------- | ----------------- | -------------------------- | -------------------- | ----------------- |
| 178 | 1  | Playing with Fire   | Igranie z ogniem           | David M. Barrett  | Siobhan Byrne-O’Connor     | 28 września 2018     | 17 stycznia 2019  |
| 179 | 2  | Meet the New Boss   | Nowy szef                  | Robert Harmon     | Ian Biederman              | 5 października 2018  | 24 stycznia 2019  |
| 180 | 3  | Mind Games          | Psychologiczne gierki      | John Behring      | Brian Burns                | 12 października 2018 | 31 stycznia 2019  |
| 181 | 4  | Blackout            | Zaciemnienie               | Ralph Hemecker    | Kevin Riley, Allie Solomon | 19 października 2018 | 7 lutego 2019     |
| 182 | 5  | Thicker Than Water  | Rodzina jest najważniejsza | Jackeline Tejada  | Daniel Truly               | 26 października 2018 | 14 lutego 2019    |
| 183 | 6  | Trust               | Zaufanie                   | Alex Zakrzewski   | Jack Ciapciak, Kevin Wade  | 2 listopada 2018     | 21 lutego 2019    |
| 184 | 7  | By Hook or by Crook | Za wszelka cenę            | David M. Barrett  | Siobhan Byrne O’Connor     | 9 listopada 2018     | 28 lutego 2019    |
| 185 | 8  | Stirring the Pot    | Kij w mrowisko             | Robert Harmon     | Ian Biederman              | 16 listopada 2018    | 7 marca 2019      |
| 186 | 9  | Handcuffs           | Kajdanki                   | Heather Cappiello | Brian Burns                | 30 listopada 2018    | 14 marca 2019     |
| 187 | 10 | Authority Figures   | Autorytety                 | Eric Laneuville   | Kevin Riley                | 7 grudnia 2018       | 21 marca 2019     |
| 188 | 11 | Disrupted           | Zamęt                      | David M. Barrett  | Daniel Truly               | 4 stycznia 2019      | 28 marca 2019     |
| 189 | 12 | Milestones          |                            | Heather Cappiello | Allie Solomon              | 11 stycznia 2019     | 4 kwietnia 2019   |
| 190 | 13 | Ripple Effect       | Efekt zmarszczki           | Ralph Hemecker    | Siobhan Byrne O’Connor     | 1 lutego 2019        | 11 kwietnia 2019  |
| 191 | 14 | My Brother's Keeper | Opiekun brata              | Doug Aarniokoski  | Ian Biederman              | 8 lutego 2019        | 18 kwietnia 2019  |
| 192 | 15 | Blues               | Blues                      | David M. Barrett  | Brian Burns                | 15 lutego 2019       | 25 kwietnia 2019  |
| 193 | 16 | Past Tense          | Czas przeszły              | Rachel Feldman    | Daniel Truly               | 8 marca 2019         | 2 maja 2019       |
| 194 | 17 | Two-Faced           | Dwie twarze                | Ralph Hemecker    | Kevin Riley                | 15 marca 2019        | 9 maja 2019       |
| 195 | 18 | Rectify             |                            | Robert Harmon     | Allie Solomon              | 5 kwietnia 2019      | 16 maja 2019      |
| 196 | 19 | Common Enemies      |                            | David M. Barrett  | Siobhan Byrne O’Connor     | 12 kwietnia 2019     | 23 maja 2019      |
| 197 | 20 | Strange Bedfellows  |                            | Dean White        | Ian Biederman              | 26 kwietnia 2019     | 30 maja 2019      |
| 198 | 21 | Identity            |                            | John Behring      | Daniel Truly               | 3 maja 2019          | 6 czerwca 2019    |
| 199 | 22 | Something Blue      |                            | David M. Barrett  | Brian Burns                | 10 maja 2019         | 13 czerwca 2019   |

## Sezon 10 (2019–2020)
12 kwietnia 2019 roku, stacja CBS zamówiła oficjalnie 10 sezon.
| Nr  | #  | Tytuł                     | Polski tytuł         | Reżyseria          | Scenariusz                                 | Premiera CBS         | Premiera 13 Ulica |
| --- | -- | ------------------------- | -------------------- | ------------------ | ------------------------------------------ | -------------------- | ----------------- |
| 200 | 1  | The Real Deal             | Godne zaufania       | David Barrett      | Kevin Wade, Siobhan Byrne-O’Connor         | 27 września 2019     | 23 stycznia 2020  |
| 201 | 2  | Naughty or Nice           | Miło lub niemiło     | John Behring       | Ian Biederman                              | 4 października 2019  | 30 stycznia 2020  |
| 202 | 3  | Behind the Smile          | Fałszywy uśmiech     | Ralph Hemecker     | Daniel Truly                               | 11 października 2019 | 6 lutego 2020     |
| 203 | 4  | Another Look              | Ponowne sprawdzenie  | Jackeline Tejada   | Brian Burns                                | 18 października 2019 | 13 lutego 2020    |
| 204 | 5  | The Price You Pay         | Wysoka cena          | John Behring       | Kevin Riley                                | 25 października 2019 | 20 lutego 2020    |
| 205 | 6  | Glass Houses              | Szklane domy         | Heather Cappiello  | Allie Solomon, Kevin Wade, Peter D'Antonio | 1 listopada 2019     | 27 lutego 2020    |
| 206 | 7  | Higher Standards          | Wyższe oczekiwania   | David Barrett      | Siobhan Byrne O’Connor                     | 8 listopada 2019     | 5 marca 2020      |
| 207 | 8  | Friends in High Places    | Wpływowi przyjaciele | Jennifer Opresnick | Ian Biederman                              | 15 listopada 2019    | 12 marca 2020     |
| 208 | 9  | Grave Errors              | Katastrofalne błędy  | Robert Harmon      | Daniel Truly                               | 15 listopada 2019    | 19 marca 2020     |
| 209 | 10 | Bones to Pick             | Powód do kłótni      | David M. Barrett   | Brian Burns                                | 6 grudnia 2019       | 26 marca 2020     |
| 210 | 11 | Careful What You Wish For | Uważaj, o co prosisz | Rachel Feldman     | Kevin Riley, Allie Solomon                 | 3 stycznia 2020      | 2 kwietnia 2020   |
| 211 | 12 | Where the Truth Lies      | Gdzie leży prawda    | David M. Barrett   | Siobhan Byrne O’Connor                     | 10 stycznia 2020     | 9 kwietnia 2020   |
| 212 | 13 | Reckless                  | Lekkomyślny          | John Behring       | Jack Ciapciak                              | 31 stycznia 2020     | 16 kwietnia 2020  |
| 213 | 14 | Fog of War                | Mgła wojny           | Doug Aarniokoski   | Ian Biederman                              | 14 lutego 2020       | 23 kwietnia 2020  |
| 214 | 15 | Vested Interests          | Nabyte prawa         | Alex Zakrzewski    | Daniel Truly                               | 6 marca 2020         | 30 kwietnia 2020  |
| 215 | 16 | The First 100 Days        | Pierwsze 100 dni     | Robert Harmon      | Brian Burns                                | 13 marca 2020        | 7 maja 2020       |
| 216 | 17 | The Puzzle Palace         | Domek z klocków      | Dean White         | Kevin Riley                                | 3 kwietnia 2020      | 14 maja 2020      |
| 217 | 18 | Hide in Plain Sight       | Ukryte na widoku     | Doug Aarniokoski   | Allie Solomon, Kevin Wade                  | 24 kwietnia 2020     | 21 maja 2020      |
| 218 | 19 | Family Secrets            | Rodzinne sekrety     | David M. Barrett   | Siobhan Byrne O’Connor                     | 1 maja 2020          | 28 maja 2020      |